# Nordkaukasische Sprachen
Die nordkaukasischen Sprachen (ISO-639-5-Code [ccn]) stellen einen Teil der kaukasischen Sprachen dar. 
Sie fassen von deren drei Sprachfamilien die nordwestkaukasischen Sprachen und die nordostkaukasischen Sprachen zu einer nördlichen Sprachgruppe zusammen.